# Stegastes partitus
Stegastes partitus är en fiskart som först beskrevs av Poey, 1868.  Stegastes partitus ingår i släktet Stegastes och familjen Pomacentridae. Inga underarter finns listade i Catalogue of Life.